# Lạc Giang
Lạc Giang (tiếng Trung: 洛江, Hán Việt: Lạc Giang) là một quận thuộc thành phố Tuyền Châu, tỉnh Phúc Kiến, Trung Quốc. Quận này có diện tích 382 km², dân số 170.000 người, mã số bưu chính 362011. Quận Lạc Giang có 1 nhai đạo, 4 trấn và 1 hương.